# Cerkiew Wspomnienia Świętych Drzew Krzyża Pańskiego w Jarosławiu
Cerkiew Wspomnienia Świętych Drzew Krzyża Pańskiego – XVII-wieczna czynna cerkiew prawosławna w Jarosławiu, jedna ze świątyń w dekanacie jarosławskim centralnym eparchii jarosławskiej Rosyjskiego Kościoła Prawosławnego.
Świątynia położona jest w sąsiedztwie miejskiego targu, w centrum Jarosławia, toteż potocznie określana jest jako cerkiew Zbawiciela w Mieście (церковь Спаса на Городу, cerkow' Spasa na Gorodu).

## Historia
Na miejscu, gdzie znajduje się murowana świątynia, przed jej budową istniało kolejno kilka cerkwi drewnianych. Najstarsza wzmiankowana jest w XIII w., za panowania Konstantyna Wsiewołodowicza w Rostowie. Świątynie te kolejno ulegały zniszczeniu wskutek pożarów, toteż w 1658 metropolita rostowski Jonasz pobłogosławił projekt wzniesienia, z dobrowolnych składek mieszkańców miasta, cerkwi murowanej. Głównym fundatorem był kupiec Ignatij Kisłow. Obiekt został oddany do użytku liturgicznego w 1672. Początkowo cerkiew posiadała ołtarz główny Wspomnienia Świętych Drzew Krzyża Pańskiego, nazywany także ołtarzem Wszechmiłującego Zbawiciela, oraz ołtarz boczny św. Mikołaja. W 1694 z fundacji innego kupca, Iwana Kiemskiego, do budynku dostawiono drugi ołtarz boczny. Zmieniono wówczas wezwanie starszego ołtarza, wyznaczając na jego patrona św. Szczepana, zaś wezwanie św. Mikołaja nadano nowo dobudowanej części cerkwi.
W 1831 częściowo przebudowano południowy ołtarz boczny i dobudowano nowy przedsionek od strony zachodniej. W 1858 odnowiono dekorację malarską w cerkwi. W 1882 na galerii cerkwi pochowano Wasilija Rżewskiego, protojereja miejscowej parafii, który służył w cerkwi przez poprzednie 49 lat.
Świątynia doznała poważnych uszkodzeń podczas antybolszewickiego powstania w Jarosławiu w 1918.  Z datków miejscowych wiernych zniszczenia te – uszkodzony portal, południowy ołtarz i dach namiotowy nad ołtarzem północnym – zostały usunięte. W 1929 cerkiew została zamknięta i zaadaptowana na magazyn. Pozostawała nieczynna do 2003. Trwają w niej prace remontowe, a nabożeństwa odbywają się jedynie przed południowym ołtarzem bocznym, dawniej św. Szczepana, a od 2003 św. Serafina z Sarowa. Dwa pozostałe ołtarze w świątyni dotąd nie zostały powtórnie konsekrowane.

## Architektura
Cerkiew jest pięciokopułowa, z krytą dachem hełmowym dzwonnicą w północno-zachodnim narożniku, nie posiada podkletu, co nadaje jej masywniejszy wygląd. Chociaż wejście do świątyni zgodnie z tradycją znajduje się od strony zachodniej, to północną elewację budynku, zwróconą w stronę placu targowego, zaprojektowano jako główną. Dla kontrastu elewacja południowa, zwrócona ku miejskim umocnieniom, jest znacznie skromniejsza od pozostałych. Wzorem dla budowniczych świątyni była jarosławska cerkiew św. Jana Chryzostoma.
Cerkiew została w 1693 ozdobiona freskami przez grupę 22 artystów, którymi kierowali Ławrientij Siewastjanow, Fiodor Fiodorow i Iwan Dmitrijew. Kompozycje układają się w sześć rzędów. W czterech najwyższych przedstawiono kolejne zdarzenia z życia Jezusa Chrystusa na ziemi, zaś w piątym i szóstym – sceny z legendy o odnalezieniu Krzyża Pańskiego przez cesarza Konstantyna i jego matkę Helenę. Jest to jedyna taka kompozycja w jarosławskich cerkwiach, związana z wezwaniem świątyni. Właśnie ta część fresków przedstawia najwyższą wartość artystyczną. Głównych bohaterów fresków malarze ukazali m.in. na tle rozbudowanych scen bitewnych.
Na cerkiewnych galeriach znajduje się wyobrażenia Sądu Ostatecznego oraz dwa freski z postaciami Matki Bożej wzorowane na ikonach „Wszystkich Strapionych Radość” oraz „Życiodajne Źródło”. W nawie bocznej, przed dawnym ołtarzem św. Mikołaja, a następnie św. Szczepana, namalowano natomiast sceny z życia pierwszego patrona. W drugim ołtarzu i nawie freski wykonano prawdopodobnie w I połowie XVIII w.